# (132005) Scottmcgregor
(132005) Scottmcgregor est un astéroïde de la ceinture principale.

## Description
(132005) Scottmcgregor est un astéroïde de la ceinture principale. Il fut découvert le 7 février 2002 à Socorro (Nouveau-Mexique) par le projet LINEAR. Il présente une orbite caractérisée par un demi-grand axe de 2,39 UA, une excentricité de 0,09 et une inclinaison de 7,1° par rapport à l'écliptique.

## Compléments